# Museum der Geschichte Kiews
Koordinaten: 50° 26′ 43″ N, 30° 31′ 4″ O
Das Museum der Geschichte Kiews (ukrainisch Музей історії Києва) ist ein der Geschichte der Stadt Kiew gewidmetes Museum in der ukrainischen Hauptstadt. 

## Geschichte
Der Beschluss des Ministerrates der USSR ein Museum der Geschichte der Stadt Kiew einzurichten, fiel am 14. November 1978. Das Museum wurde am 26. Mai 1982 während der 1500-Jahr-Feier Kiews im Klow-Palast mit Exponaten aus dem Institut für Archäologie der Nationalen Akademie der Wissenschaften der Ukraine eröffnet und war dort bis zum Umzug im Mai 2004 ins Ukrainische Haus ansässig.
Im Ukrainischen Haus auf dem Chreschtschatyk war das Museum in der 4. und 5. Etage untergebracht. Da dort nicht genug Platz für die gesamte Sammlung des Museums war, wurden Teile  ins Michail-Bulgakow-Museum und in das Haus von Peter I. ausgelagert. Am 22. August 2012 schließlich zog das Museum in das nicht unumstrittene neue Gebäude auf der Bohdan-Chmelnyzkyj-Straße.

## Beschreibung
Das Museum befindet sich im Kiewer Rajon Schewtschenko auf der Bohdan-Chmelnyzkyj-Straße Nummer 7 nahe dem U-Bahnhof Teatralna. Die Ausstellungen des Museums stellen die Geschichte der Stadt von der Kiewer Rus bis in die Gegenwart dar.